# 准夏巴尔
准日巴日也作准夏巴日、准夏巴尔、准沙巴尔诺尔是一个位于中国内蒙古自治区锡林郭勒盟东乌珠穆沁旗满都胡宝拉格镇境内的盐湖，位于满都胡宝拉格镇政府驻地以北约34千米，湖面海拔830米，湖长5.1千米，最大宽1.7千米，平均宽1.4千米，面积7.0平方千米。
准日巴日位于蒙新高原区。它的一级流域为内流区诸河，二级流域为内蒙古内流区。
在2021年东乌旗人民政府公布的主要河湖管理范围中，准日巴日管理范围面积21.25平方千米，划界长度为34.32千米。管理范围将东北部的小湖布尔德诺尔也纳入了准日巴日的管理范围。在同年公布的三级河湖长名单中，准日巴日湖长为满都胡宝拉格镇副镇长，嘎查级湖长为巴彦布日都嘎查副嘎查长。